# Prostatectomia

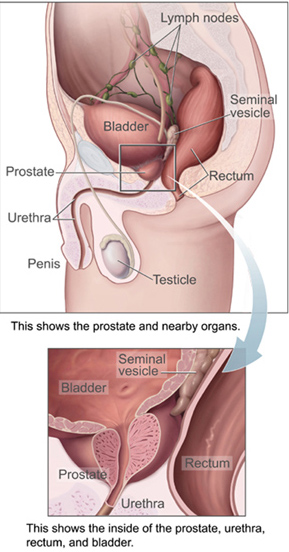
Próstata e os órgãos ao redor

Prostatectomia (do Grego προστάτης prostátēs, "próstata", e ἐκτομή ektomē, "excisão") é a remoção cirúrgica de parte ou toda a próstata. Esta operação é feita em condições benignas que causam retenção urinária, e também para câncer de próstata, e para outros quadros de câncer de pelve.
Existem dois tipos principais de prostatectomia. A prostatectomia simples (também conhecida como prostatectomia subtotal) que envolve a remoção de apenas uma parte da próstata. Cirurgiões tipicamente carregam prostatectomia simples para remoção de tumores benignos. E a prostatectomia radical, que é a remoção total da próstata, as vesículas seminais, e os ducto deferente, e é realizada em tumores malignos.
Existem muitas formas de se fazer a operação: seja por cirurgia aberta (através de uma grande incisão na parte inferior do abdômen), por laparoscopia, ou com a ajuda de um robô (um tipo minimamente invasivo de cirurgia) através da uretra ou do períneo.
Outros termos que podem ser utilizados para descrever uma prostatectomia incluem:
- Poupadores de nervos: os vasos sanguíneos e nervos que promovem as ereções penianas são deixados no corpo e não são retirados com a próstata.
- Dissecção limitada de linfonodos pélvicos: os linfonodos que cercam e fecham a próstata são restiradas (tipicamente da área definida pela veia ilíaca externa anteriormente, o nervo obturador posteriormente, a origem da artéria ilíaca interna proximalmente, o ligamento de Cooper distalmente, a bexiga medialmente, e o assoalho pélvico lateralmente.[3]
- Dissecção estendida de linfonodos pélvicos: os linfonodos mais afastados da próstata também são removidos (a área tipicamente definida como limite superior é o assoalho pélvico.[3]

## Uso médico

### Em tumores benignos
Indicações de remoção da próstata em um estado benigno inclui retenção urinária aguda, infecção recorrente do trato urinário, hematuria incontrolável, pedras nos rins secundárias à obstrução da saída da bexiga, sintomas significantes de obstrução da saída da bexiga que são refratárias a terapia minimamente invasiva, e doenças crônicas nos rins que são secundárias à obstrução crônica da saída dos rins.

### Em câncer

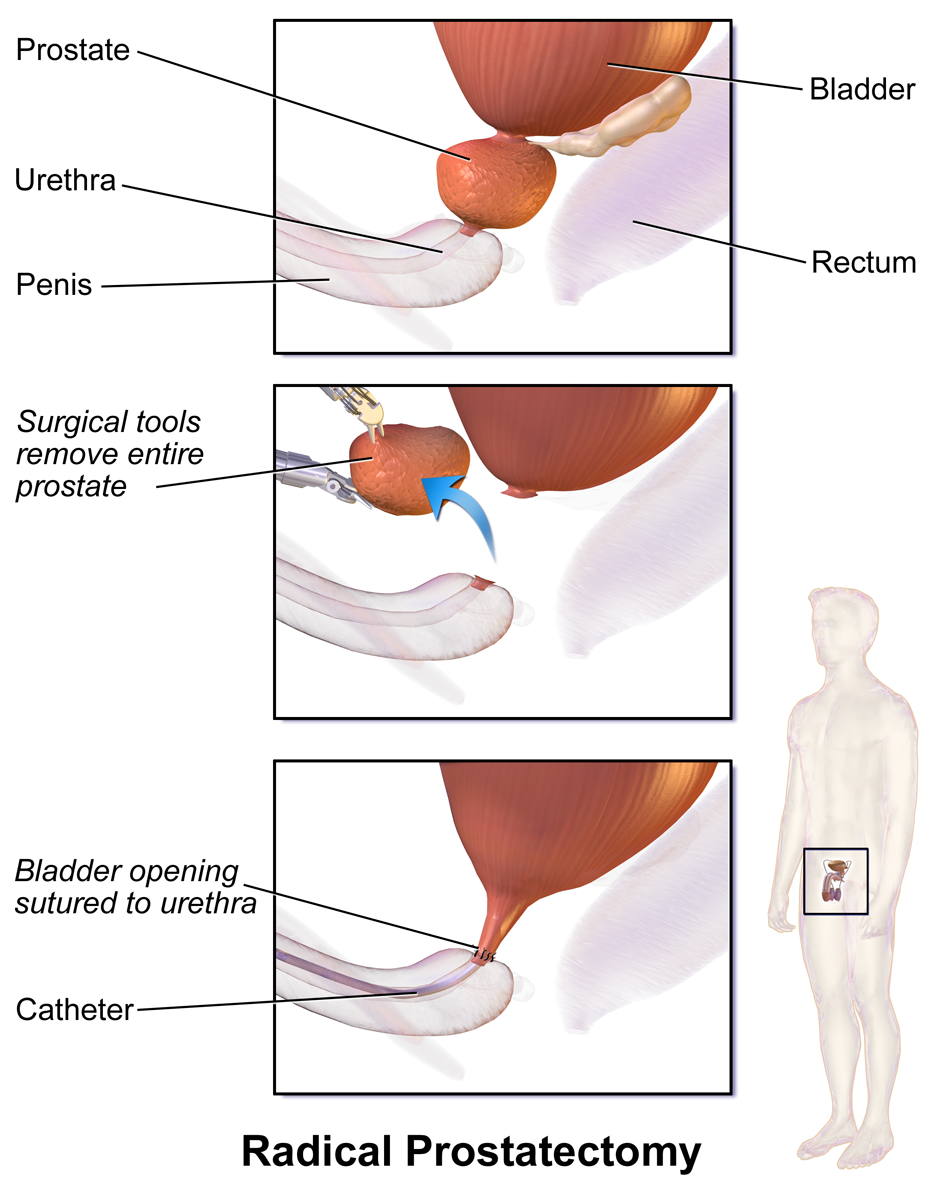
Remoção de próstata

Em situações de câncer se executa uma prostatectomia radical. Para câncer de próstata, o melhor tratamento geralmente depende do nível de risco apresentado pela doença. Para a maior parte dos câncers de próstata classificados como de risco muito baixo, e baixo, a prostatectomia radical é uma das várias opções de tratamento. As outras incluem radiação e vigilância ativa (por exemplo "espera atenta"). Para riscos intermediários e altos, a prostatectomia é muito recomendada em adição a outras opções de tratamento. Prostatectomia radical não é recomendada no estágio chamado de metástase, quando o câncer já se espalhou pela próstata, para os linfonodos ou outras partes do corpo. Antes da decisão acerca da melhor opção de tratamento para os cânceres de mais alto risco, são feitas tomografias computadorizadas, ressonâncias magnéticas, ou radiografias para se assegurar que o câncer não se espalhou para fora da próstata.

## Contraindicações
As contraindicações de prostatectomia são as mesmas contraindicações para qualquer outra cirurgia.

## Métodos
Existem diversas formas de se realizar essa remoção:

### TURP
Ressecção transuretral de próstata (RTUP ou TURP): um cistoscópio é passado pela uretra até a próstata, onde o tecido que circunda a próstata é removido. É uma operação comum para hiperplasia benigna de próstata (HBP) e os resultados são excelentes para uma grande porcentagem dos pacientes (80-90%). Uma operação mais segura e refinada é por meio de um laser vermelho de alta potência "holmium".

### Prostatectomia aberta
Em uma prostatectomia aberta, a próstata é acessada através de uma grande e única incisão através da parte baixa do abdômen ou do períneo. Outros termos descrevem que a próstata é acessada anatomicamente através dessa incisão (prostatectomia retropúbica vs. suprapúbica vs. perineal).
- Uma prostatectomia retropúbica é um procedimento que acessa a próstata pela parte baixa do abdômen, atrás do osso púbico.
- A prostatectomia suprapúbica é um procedimento que corta através da parte baixa do abdômen e através da bexiga para acessar a próstata.
- Uma prostatectomia perineal é feita através de uma incisão entre o reto e o escroto na parte inferior do abdômen. A desvantagem desse procedimento é a não realização da linfadenectomia (retirada dos linfonodos).

### Minimally invasive
Existem duas técnicas de execução da prostatectomia consideradas minimamente invasivas: a laparoscópica e a prostatectomia roboticamente auxiliada.
- Laparoscópica:  quatro pequenas incisões são feitas no abdômen e a próstata inteira é removida, preservando nervos que mais facilmente lesados por uma abordagem retropúbica ou suprapúbica. A prostatectomia laparoscópica possui mais vantagens que a operação perineal ou retropúbica, sendo mais econômica que a técnica cirúrgica auxiliada por um robô.
- Prostatectomia roboticamente auxiliada:  nessa operação, os braços robóticos laparoscópicos são controlados por um cirurgião. O robô fornece ao cirurgião muito mais destreza, liberdades de movimentos e visão do que a laparoscopia convencional, apesar da perda do feedback tátil, enquanto oferece as mesmas vantagens em relação à prostectomia aberta: incisões muito menores, menos dor, menos sangramento, menor risco de infecção, menor tempo de cura e menor tempo de estadia no hospital.[6][7][8] Apesar dos custos deste tipo de procedimentos ainda serem altos, os preços estão baixando rapidamente.[9] A funcionalidade e superioridade oncológica ainda não foram provadas.[10][11][12]

## Riscos e complicações
Qualquer procedimento cirúrgico possui riscos associados. Complicações que ocorrem no período depois de qualquer cirurgia incluem risco de hemorragia, infecção no local da incisão ou pelo corpo inteiro, risco de formação de coágulos sanguíneos na perna ou nos pulmões, risco de ataque cardíaco, acidente vascular, e risco de morte, até mesmo em laparoscopia.
Podem ocorrer irritação severa, em caso de operações que utilizam inserção de cateter de látex dentro do trato urinário, caso a pessoa seja alérgica a látex. Isto pode ser especialmente severa em caso de prostatectomia radical, devido à ferida aberta e a exposição prolongada, por exemplo, por duas semanas. O paciente pode passar por intensa dor nessa situação.
Um artigo de 2005 para o periódico médico Reviews in Urology listou a incidência de diversas complicações na sequência de uma prostatectomia: mortalidade <0,3%, impotência >50%, disfunção ejaculatória 100%, disfunção orgásmica 50%, incontinência <5%-30%, embolia pulmonar <1%, lesão no reto <1%, estenose uretral <5%, e transfusão 20%. A longo prazo, as complicações mais comuns e específicas da prostatectomia incluem: disfunção erétil, incontinência urinária e disfunção sexual pós-operatória.

### Disfunção erétil
A remoção cirúrgica da próstata aumenta as chances dos pacientes terem algum tipo de disfunção erétil. A prostatectomia radical é geralmente associada com um maior decréscimo na função sexual que a radioterapia por feixe externo. As cirurgias poupadoras de nervos reduzem o risco dos pacientes em terem disfunção erétil. No entanto, a experiência e habilidade do cirurgião são fatores críticos na probabilidade de ocorrência de disfunção erétil.
Na sequência de uma prostatectomia, os pacientes não conseguirão ejacular sêmen devido à natureza do procedimento, resultando em uma necessidade permanente de técnicas de reprodução assistida caso o paciente deseje fertilidade futura. É possível preservar a ejaculação normal depois de uma TURP, prostatectomia aberta, ou enucleação a laser do adenoma, e a vaporização a laser da próstata, no entanto, a ejaculação retrógrada é um problema comum. A preservação da ejaculação é o objetivo de novas técnicas. Uma vez que a próstata e as vesículas são removidas, mesmo que uma ereção parcial seja atingida, a ejaculação é uma experiência bastante diferente, com muito pouco da liberação compulsiva, que é comum à ejaculação com os órgãos intactas.

### Incontinência urinária
Os pacientes prostatectomizados tem um risco maior de terem vazamentos de urina em pequena quantidade imediatamente depois da cirurgia, e a longo prazo, geralmente necessitam utilizar aparelhos de incontinência urinária como cateteres ou fraudas. Uma grande análise da incidência de incontinência urinária concluiu que 12 meses após a cirurgia, 75% dos pacientes não precisavam de frauda, enquanto de 9 a 16% precisavam. Fatores associados com o aumento do risco de incontinência urinária a longo prazo incluem: idade avançada, alto índice de massa corporal, outras comorbidades, o tamanho da próstata removida, além da experiência e técnica do cirurgião. Um estudo prova que a prostatectomia radical é associada com mais incontinência urinária que radioterapia com feixe externo, um tratamento alternativo.
As opções de manejo cirúrgico para incontinência urinária decorrente de prostatectomia inclui a implantação de eslingas no períneo, e esfíncteres urinários artificiais. Apesar da quantidade limitada de dados nos resultados a longo prazo para homens, as eslingas no períneo são oferecidas para incontinência pós-prostatectomia leve e moderada. Em um estudo retrospectivo, a taxa de sucesso do implante de eslinga perineal no tratamento de incontinência urinária na sequência de prostatectomia alcançou 86% em um acompanhamento mediano de 22 meses após o procedimento. Os esfíncteres urinários artificiais são oferecidos em casos de incontinência urinária moderada e severa em homens, e possuem bons índices de eficácia a longo prazo e segurança. O uso de esfíncteres urinários artificiais para incontinência pós-prostatectomia é apoiado pela recomendação da Associação Europeia de Urologia e Consulta Internacional de Incontinência.
A ressecção transuretral de próstata possui pouco impacto no manejo de incontinência urinária pós-prostatectomia, e a evidência que estes agentes podem apresentar uma evolução nos quadros de incontinência é muito fraca. O treinamento da musculatura do assoalho pélvico pode aumentar a velocidade de recuperação da incontinência na sequência  de prostatectomia.

### Remédios para disfunção sexual no pós-operatório
Poucos cirurgiões dirão que os pacientes recuperam a função erétil que tinham antes da cirurgia. As taxas de recuperação erétil que os cirurgiões citam são qualificadas pela adição de Viagra no regime de recuperação. Entre os remédios para disfunção sexual no pós-operatório, temos:
- Medicação
- Supositórios intrauterinos
- Injeções penianas
- Aparelhos à vácuo
- Implantes penianos

## Epidemiologia
O uso de prostatectomia radical como tratamento para câncer de próstata aumentou significativamente de 1980 à 1990. Em 2000, a mediana de idade de homens submetidos à prostatectomia radical para câncer de próstata localizado foi de 62.
Apesar de ser um procedimento comum, o nível de experiência do cirurgião realizando a operação é importante na determinação dos resultados, taxas de complicações, e efeitos colaterais. Quanto mais prostatectomias realizadas pelo cirurgião, melhores os resultados. Isto também se aplica tanto às prostatectomias abertas, quanto às prostatectomias minimamente invasivas.

## History
O crédito pela realização da primeira prostatectomia intencional, pela via suprapúbica é do Dr. William Belfield, realizadas em 1885, 1886 ou 1887 no Cook County Hospital em Chicago. O Dr. Hugh H. Young, em colaboração com o Dr. William Stewart Halsted desenvolveram a prostatectomia aberta, radical e perineal em 1904 no Instituto Urológico de Johns Brady, que foi a primeira versão do procedimento que tornou-se geralmente aplicável. O cirurgião irlandês, Dr. Terrence Millin (1903–1980) desenvolveu a prostatectomia retropubica radical em 1945. O urologista americano, Dr. Patrick C. Walsh (1938—present) desenvolveu o método moderno, poupador de nervos, de prostatectomia retropubica, com perda mínima de sangue. A primeira prostatectomia laparoscópica foi realizada em 1991 pelo Dr. William Schuessler e seus colegas no Texas.

## Custos
Uma pesquisa de custos de prostatectomia de 201 estimou que para pacientes sem seguro, o custo médio entre 70 hospitais americanos foi de US$34,720 para o hospital, e US$8,280 para anestesistas e cirurgiões.